# القيادة الشمالية (إسرائيل)

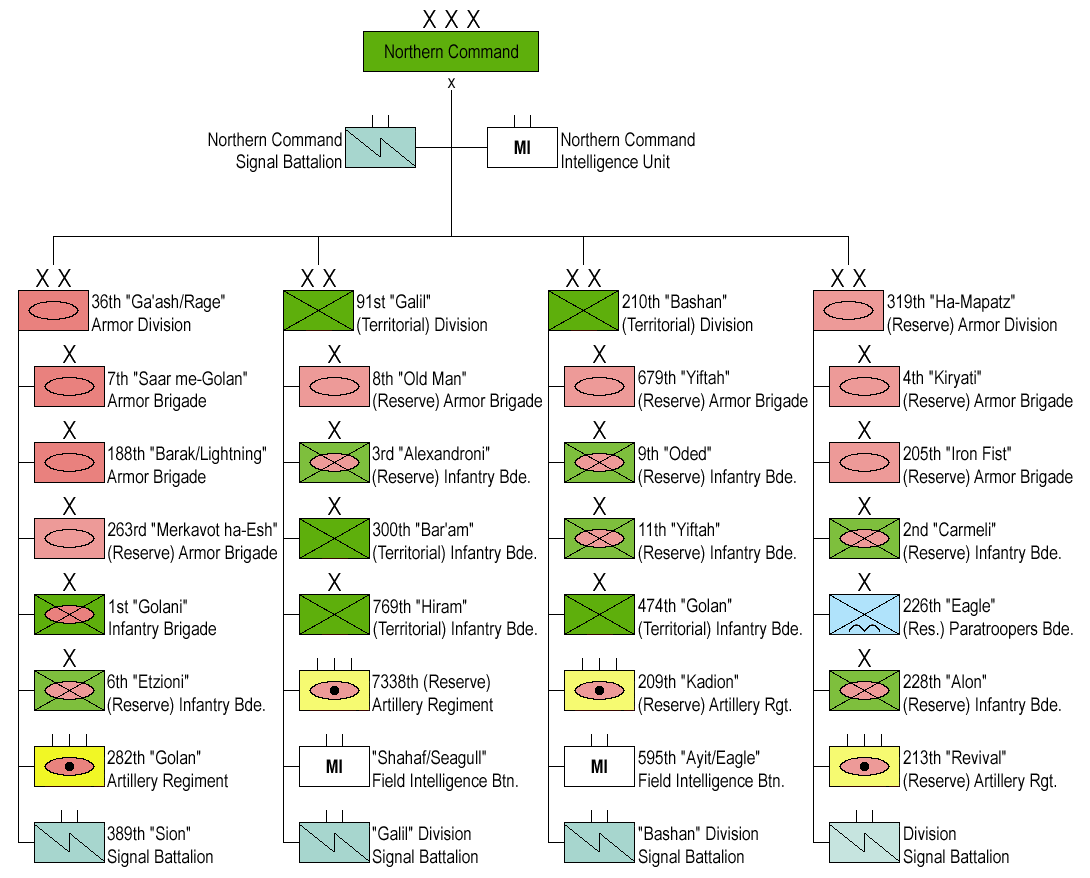

القيادة الشمالية العسكرية الإسرائيلية مسؤولة عن جميع الوحدات الواقعة بين جبل حرمون في شمال إسرائيل وحتى نتانيا في الجنوب. مهمة القيادة الشمالية هي حماية حدود إسرائيل الشمالية مع سوريا ولبنان. قائد القيادة الحالي هو اللواء اوري غوردن. وتلعب في الوقت الحالي في خوض اشتباكات ضارية ضد حزب الله في معركة طوفان الاقصى.  

## تاريخ القيادة
أنشئت القيادة الشمالية في نهاية حرب عام 1948 كجزء من إنشاء قيادات جيش الدفاع الإسرائيلي. حتى حرب الأيام الستة أجرت القيادة أغلبية معاركها ضد سوريا حول حدود الهدنة. في حرب الأيام الستة في عام 1967 كانت القيادة مسؤولة عن مرتفعات الجولان وشمال الضفة الغربية. بعد الحرب، خاصة بعد سبتمبر 1970 تم ترحيل منظمة التحرير الفلسطينية إلى جنوب لبنان من قبل الملك حسين عاهل الأردن، اضطرت القيادة لبدء التعامل مع منظمة التحرير في جنوب لبنان.
خلال حرب أكتوبر كانت القيادة مسؤولة عن صد الهجوم السوري في مرتفعات الجولان، ورغم البدء الصعب نجحت بمهمتها واخرجت سورية من النقطة التي كانت موجودة فبها في بداية الحرب.
بعد حرب يوم الغفران، خاضت القيادة حرب الاستنزاف مع سوريا التي انتهت في 1974 مع اتفاق الهدنة.
بعد حرب يوم الغفران نفذت القيادة عمليات عدة ضد المنظمات الفلسطينية في لبنان حيث كبرى العمليات كانت «عملية الليطاني» في عام 1978.
القيادة الشمالية كانت المسؤولة أساسا عن الحرب في لبنان التي خلالها خاضت معارك مع المنظمات الفلسطينية
ومع السوريين في لبنان. بعد حرب لبنان انتقل مقر القيادة من الناصرة إلى مدينة تفت.
من منتصف الثمانينات الجهود المركزية في قيادة المنطقة الشمالية هي ضد منظمة حزب الله اللبناني.
بعد الانسحاب الإسرائيلي من معظم أراضي لبنان في 1985 بقيت القيادة مسؤولة عن السيطرة على الأمن حينما دعمت جيش لبنان الجنوبي.
خلال هذه الفترة جرت مواجهات كبيرة مع حزب الله بينها عمليتي «دين وحشبون» و«عنبي زعم».
في عام 2000، أكمل جيش الدفاع الإسرائيلي انسحابه من المنطقة الأمنية في جنوب لبنان وانتشر في الحدود الدولية، وفقا لقرار الأمم المتحدة، وبعد أن عاني من حرب استنزاف مع حزب الله. القيادة الشمالية كانت مسؤولة عن عمليات الجيش الإسرائيلي للتأهب خلال حرب العراق. في حرب لبنان 2006 كانت القيادة مسؤولة عن القتال ضد حزب الله. واتهمت العديد من منظمات حقوق الإنسان الدولية الجيش الإسرائيلي بقتل مئات من المدنيين اللبنانيين، بينما ألقى تقرير فيتوغراس الإسرائيلي باللوم على قيادات الجيش الإسرائيلي في إخفاقهم في الحرب ضد حزب الله.